# Автомобільна дорога

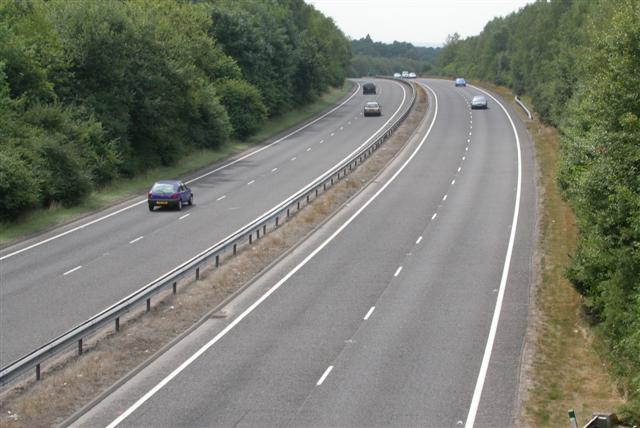
Автомагістраль

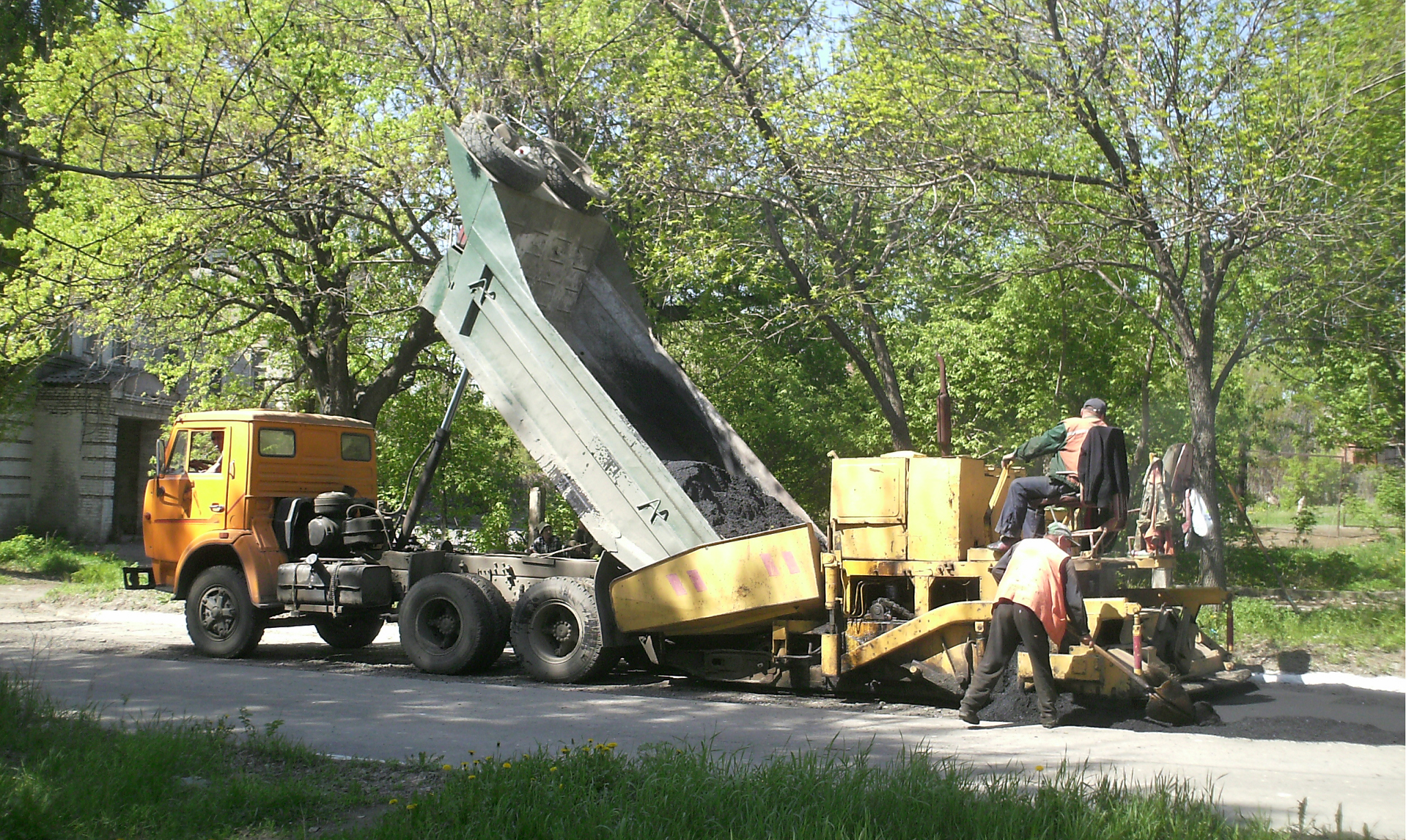
Ремонт асфальтової дороги

Автомобі́льна доро́га, також шосе́ (від фр. chaussée < нар.-лат. (via) calciāta — «зміцнена вапном дорога») — частина території, зокрема в населеному пункті (вулиця), призначена для руху транспортних засобів і пішоходів, з усіма розташованими на ній спорудами (мостами, шляхопроводами, естакадами, надземними і підземними пішохідними переходами) та засобами організації дорожнього руху, і обмежена по ширині зовнішнім краєм тротуарів чи краєм смуги відведення. Цей термін стосується також спеціально побудованих тимчасових шляхів, крім довільно накатаних доріг (колій).
Вона забезпечує внутрішньодержавні та міжнародні перевезення пасажирів і вантажів, з'єднує населені пункти та окремі об'єкти і є складовою частиною єдиної транспортної системи держави.[джерело?]

## Будова
Автомобільні дороги повинні забезпечувати цілорічний рух автотранспорту з високими швидкостями за мінімуму будівельних і транспортних витрат та необхідній безпеці і зручності руху. Основою автомобільної дороги як інженерної споруди є земляне полотно, що вирівнює природний рельєф земної поверхні. Дорожнє покриття буває цементобетонним, асфальтобетонним, брущатим із заливкою швів цементним розчином тощо. У поперечному напрямі поверхні земляного полотна і дорожнього покриття надається двосхилого профілю, а на крутих закругленнях — односхилого криволінійного (віраж). При перетинанні автомобільними дорогами річок, каналів, струмків та інших перешкод будуються мости або водопропускні трапи, лотки, тунелі.
Для безпеки руху на автомобільних шляхах, що перетинаються між собою або із залізницею, будують шляхопроводи. У першому випадку створюються з'їзди і в'їзди на дороги обох напрямів. Безпека руху досягається також: збільшенням ширини проїзної частини і радіуса закруглень дороги, зменшенням її поздовжнього похилу, влаштуванням роздільної смуги між протилежними напрямками руху, облаштування дороги знаками та розміткою поверхні.
Вздовж автошляхів створюються снігозахисні і декоративні деревонасадження. На великих магістралях будуються автовокзали, заправні пункти, станції обслуговування (дрібного ремонту автомобілів), пункти зупинки тощо. Автомобільні дороги, дорожньо-транспортні споруди, обладнання і запасний шлях розташовані в так званій смузі відводу. За інтенсивністю руху і технічними нормами проєктування, автомобільні дороги поділяються на 5 категорій. Дороги вищих категорій називають автомагістралями, чи автострадами, іноді автобанами.

## Історія
Розвиток автомобільного транспорту, що почався наприкінці 19 ст., поставив питання про створення зручних шляхів для руху автомобілів. Поки швидкості їхнього руху були невеликі, обмежувалися пристосуванням гужових доріг, проводячи заходи щодо боротьби з пилом і оберіганню дорожнього покриття від швидкого руйнування. Із зростанням інтенсивності руху, підвищенням швидкостей і навантажень стали проводити більш капітальні перевлаштування гужових доріг, розширюючи проїзні частини, усуваючи круті підйоми і спуски, збільшуючи радіуси закруглення, застосовуючи безпилові і міцні дорожні покриття тощо. Після Першої світової війни у більшості країн стали будувати тільки автомобільні дороги, спеціально розраховані і спроєктовані для руху автомобілів.

## Концепція розвитку автодоріг
3 вересня 2012 року Кабінет Міністрів України своїм розпорядженням схвалив Концепцію Державної цільової економічної програми розвитку автомобільних доріг загального користування на 2013—2018 роки.
У Концепції закріплено правові передумови для забезпечення фінансування та розвитку наявної мережі автомобільних доріг загального користування за маршрутами міжнародних національних транспортних коридорів, підвищення безпеки руху, швидкості, зручності та економічності автоперевезень пасажирів і вантажів, реформування системи державного управління автомобільними дорогами загального користування.

## Міжнародні категорії доріг
- Дороги звичайного типу (highway)

1. Категорія I: дороги з двома смугами руху (єдина проїзна частина).
2. Категорія II: дороги, у яких число смуг руху більше двох (одна або декілька проїзних частин).

- Автомагістралі (freeway)

Термін «автомагістраль» означає дорогу, спеціально побудовану і призначену для руху автотранспортних
засобів, яка не обслуговує придорожніх володінь і яка:
1. за винятком окремих місць або в тимчасовому порядку має для обох напрямків руху окремі проїзні частини, відокремлені один від одного розділовою смугою, не призначеною для руху, або у виняткових випадках іншими засобами;
2. не має перетинів на одному рівні ні з дорогами, ні із залізничними або трамвайними коліями, ні з пішохідними доріжками;
3. спеціально позначена як автомагістраль.

- Швидкісні дороги (motorway)

Дороги, що призначені для автомобільного руху, в'їзд на які можливий тільки через розв'язки або на регульованих перехрестях і на яких, зокрема, зупинка і стоянка заборонені.

## Платні автомобільні дороги
У багатьох країнах існують також платні автошляхи за умови їхнього суттєвого удосконалення та забезпечення альтернативного проїзду транспортних засобів безоплатними автомобільними дорогами. Вони будуються в місцях, де дуже велика інтенсивність руху, та дають можливість водіям скоротити час і шлях до кінцевої точки.